# Kościół Motomachi
Kościół katolicki Motomachi (jap. カトリック元町教会 Katorikku Motomachi kyōkai) lub Kościół p.w. Najświętszej Maryi Panny Niepokalanie Poczętej – kościół parafialny w Hakodate (podprefektura Oshima) w Japonii, dawna katedra biskupa diecezji Sapporo, jeden z najstarszych zachowanych kościołów w Japonii. 

## Historia
Nazwa kościoła pochodzi od nazwy dzielnicy Motomachi w Hakodate. Jest to jeden z najstarszych zachowanych kościołów, obok kościoła Ōura w Nagasaki.  Tymczasową katedrę w tym miejscu wznieśli w 1859 francuscy misjonarze z Towarzystwa Misji Zagranicznych w Paryżu: księża Mermet de Cachon, Mounicou i Ambruste. Pierwsza katedra została zniszczona przez pożar w 1907, kolejną ceglaną ukończono w 1910. Ta również spłonęła w 1921 i została odbudowana 3 lata później w stylu neogotyckim. Wieża ma wysokość 33 m. Ołtarz główny, ołtarze boczne i obrazy są darem papieża Benedykta XV.